# Giuseppe Baretti
Giuseppe Marco Antonio Baretti, em português: José Marco Antônio Baretti, também conhecido pelo pseudônimo de Aristarco Scannabue (Turim, 24 de abril de 1719 – Londres, 5 de maio de 1789), foi um crítico literário, tradutor, poeta, jornalista, dramaturgo, lexicógrafo e linguista italiano. É autor de dois influentes dicionários de tradução de idiomas. Durante seus anos na Inglaterra, era frequentemente conhecido como Joseph Baretti. A vida de Baretti foi marcada por polêmicas, a ponto de ter que deixar a Itália, para viver na Inglaterra, onde permaneceu pelo resto da vida.

## Biografia

### Juventude
Seu pai inicialmente o destinou ao sacerdócio. Mais tarde achou que ele poderia se tornar um arquiteto, mas o projeto foi abandonado por causa de sua habitual miopia. Ele lia muito italiano; mas um mestre pedante o obrigava a estudar latim, e seu pai não o deixava aprender grego. O casamento de seu pai com uma jovem dançarina de ópera tornou sua posição tão insuportável que ele trocou Turim por Guastalla (junho de 1735), onde seu tio Giambattista lhe arranjou um emprego como balconista. Lá ele conheceu dois escritores, Carlo Cantoni e Vittore Vettori. Depois de ficar mais de dois anos em Guastalla, Baretti mudou-se para Veneza, onde fez amizade com o conde Gasparo Gozzi. Posteriormente, ele se estabeleceu em Milão e foi apresentado aos homens de letras da Accademia dei Trasformati. Ele permaneceu em Milão quase três anos, estudando muito e executando a tradução métrica, publicada vários anos depois, de duas das obras de Ovídio.
Tendo seu pai morrido, retornou ao Piemonte, passou o outono de 1742 em Cuneo, e de 1743 a 1745 foi o guardião dos depósitos das novas fortificações. Ele retornou a Turim em 1747, onde viveu com seus irmãos por três anos. Contribuiu para coleções poéticas publicadas em 1741 e nos anos subsequentes. Em 1744, publicou o Stanze al Padre Serafino Bianchi da Novara, no qual ele entrelaçou um relato de sua própria carreira. Em seguida, trouxe uma tradução insípida em versos brancos das tragédias de Pierre Corneille, impressa com o original francês nas páginas opostas. Em 1750, imprimiu um pequeno volume de "Piacevoli Poesie". As academias literárias eram a moda na Itália naquela época, e Baretti tornou-se membro da Accademia dei Trasformati de Milão e da Accademia dei Granelleschi de Veneza.
A disposição franca e impetuosa de Baretti o levou a várias controvérsias. Na primavera de 1747 ele estava de volta a Veneza, onde voltou a frequentar o círculo literário Gozzi, a Accademia dei Granelleschi, e deu a primeira prova de seu talento como polemista ao publicar uma carta na qual ridicularizava Biagio Schiavo, tão fervoroso quanto ele era sofístico, defensor de Petrarca e, em 1750, numa peça satírica intitulada Primo Cicalamento, ridicularizou Giuseppe Bartoli, professor de literatura da universidade de Turim, que fingiu ter descoberto o verdadeiro significado de um antigo baixo-relevo de marfim. Suas esperanças de emprego público foram destruídas por este ataque a Bartoli, que apelou às autoridades. O assunto foi encaminhado ao primeiro presidente do senado e reitor da universidade. Baretti escapou com uma severa reprovação e o confisco das cópias não vendidas da obra detestável; mas ele descobriu que todas as chances de emprego em seu próprio país haviam chegado ao fim e aproveitou a oportunidade que se apresentava neste momento de um compromisso com a Ópera Italiana em Londres.

### Ida à Inglaterra
Ele partiu para Londres no final de janeiro de 1751. Em sua chegada, abriu uma escola para ensinar italiano e foi contratado para ensinar italiano a Charlotte Lennox, autora de The Female Quixote. Foi nomeado secretário da Academia Real Inglesa, Depois de algum tempo, foi apresentado a Samuel Johnson, que o apresentou à família da senhora Hester Thrale e à maioria dos ilustres estudiosos e artistas da época. Suas primeiras apresentações literárias em Londres foram dois panfletos jocosos, escritos em francês e publicados em 1753, relatando as disputas entre os atores e o locatário da Ópera Italiana. No mesmo ano, ele imprimiu em inglês uma "Dissertação sobre os poetas italianos", na qual censurou algumas críticas superficiais e inexatas a Voltaire. Em seguida, publicou em 1757 uma Introdução à Língua Italiana e A Biblioteca Italiana, contendo um relato das vidas e obras dos principais escritores da Itália. Mas sua reputação como estudioso foi feita por seu Dicionário Italiano e Inglês, que apareceu pela primeira vez no início do ano de 1760. Este dicionário substituiu inteiramente todas as obras anteriores do tipo e foi frequentemente reimpresso. O autor prefixou ao seu trabalho uma nova gramática, e seu amigo Samuel Johnson escreveu para ele a dedicatória.

### Retorno à Itália
Determinado a retornar à Itália, ele deixou Londres em 14 de agosto de 1760 e, após visitar Portugal e Espanha, chegou a Gênova em 18 de novembro. Antes de sua partida da Inglaterra, ele havia sido recomendado por Samuel Johnson para escrever um diário de suas viagens, e a essa sugestão devemos a narrativa encantadora de sua viagem.
Baretti visitou pela primeira vez seus irmãos em Turim; ele depois ficou em Milão, onde seus amigos o apresentaram ao conde Karl Joseph von Firmian, o ministro austríaco, que era considerado um mecenas. O relato das suas viagens, em quatro volumes, foi licenciado para a imprensa no início de 1762. No verão foi publicado o primeiro volume, mas as queixas do ministro português na Itália, por causa de certas reflexões sobre Portugal, induziram o Conde de Firmian a ordenar que a publicação não prosseguisse. Baretti mudou-se para Veneza, muito abatido, no final do ano de 1762. Lá ele preparou para a imprensa os três volumes inéditos de suas "Viagens", dos quais eliminou todas as passagens relacionadas ao governo de Portugal. Baretti empreendeu agora a publicação de uma folha de periódico que intitulou La Frusta Letteraria (O Flagelo Literário), ele próprio tomando o nome de Aristarco Scannabue. Seu objetivo era denunciar os livros sem valor de todos os tipos de que fervilhava a imprensa da Itália. No segundo número, suas observações sarcásticas sobre o trabalho dos arqueólogos contemporâneos ofenderam o marquês Bernardo Tanucci, que era o presidente da academia por publicar os monumentos herculâneos. Tanucci insistiu que a Frusta deveria ser suprimida e seu autor punido. Baretti respeitosamente apaziguou a ira do marquês, mas seu ataque impiedoso aos escritores ruins levantou uma multidão de outros inimigos, e a publicação foi suprimida em 1765 após o vigésimo quinto número.
A supressão do Frusta deixou Baretti tão emocionalmente abalado que o deixou de cama por quase dois meses. Ele deixou Veneza no final de 1765 e foi para Ancona, onde por cerca de cinco meses levou uma vida mais reclusa. Lá ele imprimiu sua resposta a um ataque do Padre Buonafede, chamado de Bue Pedagogo, na forma de uma continuação da Frusta Letteraria. Ao enviar ao seu odiado adversário uma cópia desta resposta intemperante, ele a acompanhou com uma carta ou insulto, que foi impressa em Londres em 1786 com muitas variações.

### Mudança para Londres
Em meados de fevereiro de 1766, ele partiu para Livorno e, após algum atraso, devido à doença e à falta de dinheiro, voltou a Londres no outono. Seus velhos amigos o receberam com cordialidade, especialmente Samuel Johnson, que durante a estada de Baretti na Itália manteve uma correspondência confidencial com ele. Ele agora publicou um Relato dos costumes da Itália, em resposta a Cartas da Itália, de Samuel Sharp. Passou por uma segunda edição em Londres, foi reimpresso em Dublin, e levou à eleição do autor como bolsista da Sociedade de Antiquários. Foi com referência a este trabalho que Johnson disse: ‘Seu relato da Itália é um livro muito divertido; e, senhor, não conheço nenhum homem que carregue a cabeça mais alto nas conversas do que Baretti. Existem fortes poderes em sua mente. Ele não tem, de fato, muitos ganchos, mas com quais ganchos ele agarra com muita força "(Boswell, Life of Johnson, ed. Croker, iii. 48). Em 1768, ele passou vários meses na França e na Flandres em companhia de Thrale, o rico cervejeiro, e em novembro desse ano visitou a Espanha. Um relato ampliado de sua primeira viagem àquele país foi publicado em 1770 e muito elogiado por Johnson (ver Carta à Sra. Thrale de 20 de julho de 1771). Johnson diz que foi o primeiro escritor a receber dinheiro por direitos autorais na Itália.
Em 6 de outubro de 1769, Baretti foi abordado no Haymarket por uma mulher de mau caráter, deu-lhe um golpe na mão, foi atacado por três valentões e, em legítima defesa, infligiu ferimentos mortais a um deles com uma faca. Nas sessões seguintes, Baretti foi julgado em Old Bailey. Johnson e Burke foram vê-lo em Newgate e não tiveram muito conforto para lhe oferecer. Ele se recusou a reivindicar o privilégio de ser julgado por um júri metade composto por estrangeiros. Joshua Reynolds, Samuel Johnson, Beauclerk, Fitzherbert, Burke, David Garrick, Oliver Goldsmith e Hallifax prestaram testemunho da quietude de seu caráter geral. O júri o absolveu. Supõe-se que Baretti foi auxiliado na redação de sua defesa por Samuel Johnson e pelo Sr. Murphy, mas por outro lado, afirma-se que ele a reivindicou como sua na mesa do Sr. Thrale na audiência de ambos os senhores. A briga de rua e o julgamento subsequente foram transformados em tema de um poema em italiano publicado em Turim em 1857.
Em 1770, Baretti decidiu revisitar a Itália e devolver aos irmãos uma parte do dinheiro emprestado por eles. No final de abril de 1771, retornou a Londres após uma ausência de nove meses. Entre as obras que publicou nessa época estavam uma edição aprimorada de seu Dicionário Italiano-Inglês; prefácios às magníficas reimpressões londrinas das obras de Maquiavel e de outros autores famosos; e um volume de diálogos italiano-inglês. Ele também começou uma tradução para o inglês de "Dom Quixote", mas a abandonou pela metade em 1772.
De outubro de 1773 a 6 de julho de 1776, Baretti foi contratado pela família do Sr. Henry Thrale. Ele havia, a pedido de Samuel Johnson, se comprometido a instruir a filha mais velha, Hester Maria, depois viscondessa Keith, na língua italiana. Em 1774, recebeu uma oferta pata lecionar italiano na Universidade de Dublin, mas recusou. No outono de 1775, Baretti acompanhou os Thrales e Samuel Johnson em sua conhecida visita à França. Eles estavam prestes a fazer outra viagem continental em 1776 sob a orientação de Baretti, mas foram impedidos pela morte repentina do único filho de Thrale. A mais amarga inimizade surgiu então entre a Sra. Hester Thrale e Baretti, que finalmente deixou a casa em 6 de julho de 1776. As críticas de Baretti na European Magazine de 1788 sobre o segundo casamento da Sra. Thrale com Gabriel Mario Piozzi são tão brutais que até mesmo seu inimigo James Boswell não poderia aprová-los. As notas manuscritas de Baretti sobre as Letters of Dr. Johnson da Sra. Piozzi são ainda mais insultantes. Numa comunicação privada a um amigo, ele a acusou de quebrar uma promessa de aposentá-lo por ter ensinado sua filha. A Sra. Piozzi diz que a insolência autoritária de Baretti era intolerável.

### Últimos anos
Baretti ficou constrangido e procurou novamente a ajuda dos irmãos; mas ele não recebeu resposta. Em 1777, publicou em francês um "Discurso sobre Shakespeare", que aumentou sua reputação. Em 1778 lançou um dicionário de espanhol e inglês, que se tornou uma obra padrão. Em 1779, ajudou François-André Danican Philidor na produção de um cenário musical de "Carmen Seculare", sobre os versos de um hino de Horácio. Em seguida, publicou, em italiano, A Collection of Familiar Letters, atribuída a vários personagens históricos e literários, mas na verdade composta por ele mesmo; e em uma obra intitulada Tolondron (1786), ele atacou violentamente a edição de John Bowle de Dom Quixote.
Em 1782 ele recebeu do governo uma pensão anual. Não muito depois, fez amizade com Richard Barwell, um dos primeiros comerciantes da Companhia Britânica das Índias Orientais, e geralmente passava vários meses do ano na casa de campo de Barwell em Stanstead, Sussex.
Ele morreu em Londres em maio de 1789 e foi enterrado na Capela Marylebone com um monumento de Thomas Banks.

## Obras
A primeira obra notável de Baretti foi a Biblioteca Italiana (1757), um catálogo útil das vidas e obras de vários autores italianos. A Lettere famigliari, relatando suas viagens pela Espanha, Portugal e França durante os anos de 1761-1765, foi bem recebida e, quando posteriormente publicada em inglês (4 vols., 1770), foi altamente elogiada por Samuel Johnson.
Baretti era inimigo do hispanista inglês John Bowle, e publicou um ataque pessoal e contundente a ele: Tolondron. Discursos a John Bowle sobre sua edição de Dom Quixote, junto com algum relato da literatura espanhola.
Enquanto estava na Itália, em suas viagens, Baretti criou um jornal de crítica literária, intitulado Frusta letteraria (Flagelo Literário). A publicação encontrou dificuldades consideráveis e logo foi descontinuada. Seus muitos outros trabalhos incluem um Dicionário e Gramática da Língua Italiana, um Dicionário semelhante da Língua Espanhola, e dissertações sobre Shakespeare e Voltaire. Suas obras coletadas foram publicadas em Milão em 1838.
As palavras da retratação atribuídas a Galileu Galilei, "E pur si muove!" (que significa "mesmo assim se move"), foram registradas pela primeira vez por Baretti em sua Biblioteca Italiana.:357 :52 Este registro foi publicado cerca de 125 anos depois que Galileu supostamente fez a declaração sotto voce (em voz baixa).

## Publicações
- Uma lista completa e atualizada de títulos de bibliografia crítica pode ser encontrada no site do Comitê Nacional para as Comemorações do Tricentenário do Nascimento de Giuseppe Baretti.[12]
- Giuseppe Baretti, «[Opere. Lettere e carteggi]. 1». preserver.beic.it. Bari, Laterza. 1936. Consultado em 21 de outubro de 2023
- Giuseppe Baretti, «[Opere. Lettere e carteggi]. 2». preserver.beic.it. Bari, Laterza. 1936. Consultado em 21 de outubro de 2023
- Giuseppe Baretti, «Scelta delle lettere familiari». preserver.beic.it. Bari, Laterza. 1912. Consultado em 21 de outubro de 2023
- Giuseppe Baretti, «Prefazioni e polemiche». preserver.beic.it. Bari, Laterza. 1911. Consultado em 21 de outubro de 2023
- Giuseppe Baretti, «Frusta letteraria. 1». preserver.beic.it. Bari, Laterza. 1932. Consultado em 21 de outubro de 2023
- Giuseppe Baretti, «Frusta letteraria. 2». preserver.beic.it. Bari, Laterza. 1936. Consultado em 21 de outubro de 2023
- Giuseppe Baretti, Raccolta di modi di dire italiani ed inglesi. preserver.beic.it. Torino: Giuseppe Bocca. 1835. Consultado em 21 de outubro de 2023